# Marc Michel (Musiker)
 Marc Michel (* Oktober 1986 in Le Puy-en-Velay) ist ein französischer Jazzmusiker (Schlagzeug, Komposition).

## Leben und Wirken
Michel wurde von seinem Vater, einem Gitarristen, bereits im Alter von 4 Jahren in die Musik eingeführt. Zunächst lernte Michel Gitarre und wechselte mit zehn Jahren zum Schlagzeug. Er wurde an den Konservatorien von Clermont-Ferrand, Lyon und Paris unterrichtet. Er studierte bei Sangoma Everett, Ari Hoenig und Clarence Penn. Dann absolvierte er den Masterstudiengang Jazz an der Royal Academy of Music. In London spielte er unter anderem mit Larry Goldings, Dave Holland, Nikki Iles, John Taylor und John Hollenbeck, später mit Jim Rotondi, Damon Brown, Zhenya Strigalev und Rachael Cohen. Mit dem 2010 gegründeten EYM Trio, in dem er mit dem Pianisten Elie Dufour und dem Bassisten Yann Phayphet wirkte, tourte er in Mittel- und Westeuropa, aber auch in Italien, Slowenien und Kroatien sowie in Indien; das Trio veröffentlichte Alben wie Genesi (2013).
Michel trat weiter mit Hadrien Feraud und Joe Locke auf. Sein Quartett, zu dem Alex Hitchcock, Will Barry und Conor Chaplin gehörten, präsentierte er 2017 beim London Jazz Festival. Jasper Høiby holte ihn für seine Album Planet B und What It Means to Be Human in sein Trio. Er ist Mitglied im Orchester von Fabia Mantwill (Em.Perience, 2021), aber auch in ihrem Quartett bzw. Quintett. Weiterhin ist er auf Alben von Matt Ridley (The Antidote) und Tom Ollendorff zu hören.
Michel wurde mit dem Trio EYM beim Festival Jazz in Saint Germain des Prés, beim Wettbewerb von La Defénse sowie beim Festival in Gexto ausgezeichnet.